# Saint-Beauzire (Puy-de-Dôme)
Saint-Beauzire is een gemeente in het Franse departement Puy-de-Dôme (regio Auvergne-Rhône-Alpes). De plaats maakt deel uit van het arrondissement Riom. Saint-Beauzire telde op 1 januari 2022 2.210 inwoners.

## Geografie
De oppervlakte van Saint-Beauzire bedroeg op 1 januari 2022 16,08 vierkante kilometer; de bevolkingsdichtheid was toen 137,4 inwoners per km².

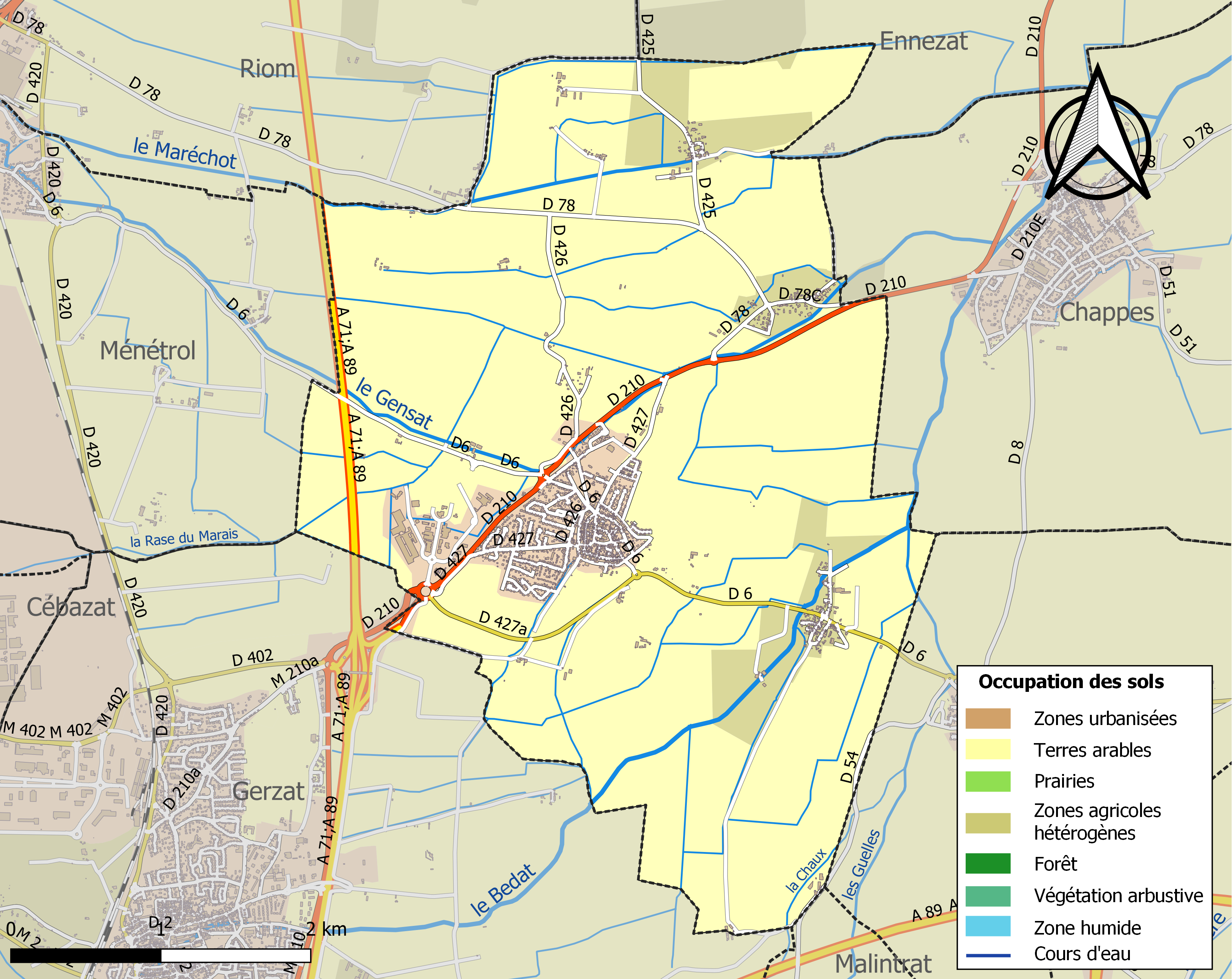
Kaart van de gemeente met belangrijkste infrastructuur, bodemgebruik en omliggende gemeenten

## Demografie
Onderstaande figuur toont het verloop van het inwonertal (bron: INSEE-tellingen).